# Свирепи създания
„Свирепи създания“ (на английски: Fierce Creatures) е британско-американски комедиен филм от 1997 г. на режисьора Робърт Йънг и Фред Скеписи, във филма участват Джон Клийз, Джейми Лий Къртис, Кевин Клайн и Майкъл Пейлин. Филмът е посветен на Джералд Дюрел и Питър Кук.

## Актьорски състав
- Джон Клийз – Роло Лий
- Джейми Лий Къртис – Уила Уестън
- Кевин Клайн – Род Маккейн/Винс Маккейн
- Майкъл Пейлин – Ейдриън „Бъгси“ Малоун
- Робърт Линдзи – Сидни Латърби
- Рони Корбет – Реджи Сий Лайънс
- Кери Лауъл – Кюб Фелинс
- Били Браун – Невил
- Дерек Грифитс – Джери Ънгулатис
- Мария Айтикън – Ди Хардинг
- Синтия Клийс – Пип Смол Мамълс
- Ричард Райдингс – Хю Примайтс
- Гарет Хънт – Инспектор Мейсфийлд

## В България
В България филмът е издаден на VHS от „Александра Видео“ през 1998 г.
На 22 май 2007 г. филмът е излъчен по „Би Ти Ви“ с български дублаж. Екипът се състои от:
| Озвучаващи артисти  | Елена Русалиева Вера Методиева Васил Бинев Пламен Манасиев Борис Чернев |
| Преводач            | Даниела Славчева                                                        |
| Тонрежисьор         | Наталия Василева                                                        |
| Режисьор на дублажа | Красимир Куцупаров                                                      |